# سوفي رايت
سوفي رايت (بالإنجليزية: Sophie Wright)‏ هي ممثلة أسترالية، ولدت في 9 سبتمبر 1990.